# Paul Kariya
Pour les articles homonymes, voir Kariya (homonymie).
Temple de la renommée : 2017
Paul Tetsuhiko Kariya, né le 16 octobre 1974 à Vancouver en Colombie-Britannique, est un joueur professionnel canadien de hockey sur glace. Connu comme un joueur offensif habile et rapide sur des patins à glace, il joue quinze saisons dans la Ligue nationale de hockey pour les Mighty Ducks d'Anaheim (1994-2003), l'Avalanche du Colorado (2003–2004), les Predators de Nashville (2005-2007) et les Blues de Saint-Louis (2007-2010).
Après une carrière de deux ans avec les Panthers de Penticton où il est nommé joueur de l'année de la Ligue de hockey junior canadienne en 1992, Kariya rejoint les Black Bears du Maine dans le championnat universitaire. Dans sa première année, en 1993, il reçoit le trophée Hobey Baker tout en menant son équipe au titre. Sélectionné au quatrième rang lors du repêchage d'entrée dans la LNH 1993 par les Mighty Ducks d'Anaheim, il a rejoint l'équipe pour la saison 1994-1995 de la LNH et est nommé dans l'équipe des recrues de la Ligue nationale de hockey. À Anaheim, pendant neuf saisons, Kariya forme un duo redoutable avec l'autre ailier Teemu Selänne qui l'aide à être distingué trois fois dans l'équipe d'étoiles de la Ligue nationale de hockey, tout en terminant finaliste pour le trophée Hart en 1997. Doté d'un esprit sportif exceptionnel, il remporte le trophée Lady Byng en 1996 et 1997. Servant comme capitaine pendant sept saisons, il mène les Mighty Ducks à la finale 2003 de la Coupe Stanley où ils s'inclinent face aux Devils du New Jersey. Après un passage d'une seule saison à l'Avalanche du Colorado afin de retrouver Selänne qui avait été échangé, Kariya signe avec les Predators de Nashville en août 2005. Il joue deux saisons pour cette franchise, établissant en 2005-2006 des records d'équipe pour les points marqués en une saison. Kariya termine ensuite sa carrière en jouant trois saisons avec les Blues de Saint-Louis.
Au niveau international, Kariya représente le Canada plusieurs fois et à différents niveaux. Il remporte la médaille d'or au Championnat du monde junior de hockey sur glace 1993 pour sa deuxième participation. Il fait sa première apparition aux Jeux olympiques en 1994 comme un amateur et remporte la médaille d'argent. Huit ans plus tard, il aide le Canada à remporter l'or olympique aux Jeux de 2002. Entre ses participations olympiques, il remporté les médailles d'or et d'argent, respectivement au Championnat du monde de hockey sur glace 1994 et 1996. Durant toute sa carrière dans la Ligue nationale de hockey, Kariya fait face à de multiples commotions cérébrales qui le contraignent finalement à prendre sa retraite en juin 2011 après avoir raté la saison 2010-2011 de la LNH en raison d'un syndrome post-commotionnel.

## Biographie

### Son enfance et ses débuts
Paul Kariya est le fils de Tetsuhiko et Sharon Kariya et il est né à Vancouver en Colombie-Britannique le 16 octobre 1974. Ses grands-parents, Isamu and Fumiko, et son oncle Yasi sont déportés au cours de la Seconde Guerre mondiale et ils sont envoyés dans un camp d'internement à Greenwood en juin 1942 ; six mois plus tard, la famille voit l'arrivée de Tetsuhiko. Il devient par la suite professeur et joue même au rugby que ce soit pour l'université de la Colombie-Britannique ou même pour le Canada. Il rencontre par la suite Sharon et ensemble ont cinq enfants : trois garçons, Paul Tetsuhiko, Steven Tetsuo et Martin Tetsuya, et deux filles, Michiko Joanna et Noriko Ann.
À l'âge de 16 ans, Paul Kariya quitte sa famille pour aller jouer au hockey sur glace pour les Panthers de Penticton dans la ligue de hockey de la Colombie-Britannique (désignée par le sigle LHCB), à plus de deux cents kilomètres des siens. Lors de sa première saison avec le club, en 1990-1991, il compte quarante-cinq buts et soixante-sept aides en cinquante-quatre rencontres. Il est alors désigné joueur recrue de la saison pour la conférence Interior. En plus de ce trophée, il reçoit les trophées Vern Dye Memorial Trophy en tant que meilleur joueur du circuit ainsi que le trophée Bob Fenton Trophy du joueur le plus fair-play de sa conférence.
Il connaît également sa première sélection internationale en jouant avec l'équipe du Canada des joueurs de moins de 18 ans en inscrit douze points en cinq rencontres. Lors de cette Coupe Pacifique qui se joue à Yokohama au Japon, il est deuxième meilleur pointeur derrière le soviétique Sergueï Krivokrassov, ce dernier finissant également avec douze réalisateur mais avec un but de plus que le joueur canadien ; le Canada se classe deuxième derrière l'URSS.
Kariya augmente son total de points lors de la saison suivante, inscrivant vingt points de plus pour un total de cent-trente-deux réalisations en quarante rencontres ; il est élu joueur de l'année 1992 de l'ensemble des ligues canadiennes juniors du Canada et reçoit une nouvelle fois le trophée de meilleur joueur de la LHCB. Il joue une nouvelle fois au cours de la saison pour l'équipe du Canada en jouant, avec l'équipe des moins de 20 ans, le championnat du monde junior ; l'équipe se classe sixième alors que Kariya ne compte que deux points.

### Dans le championnat universitaire (1992-1993)

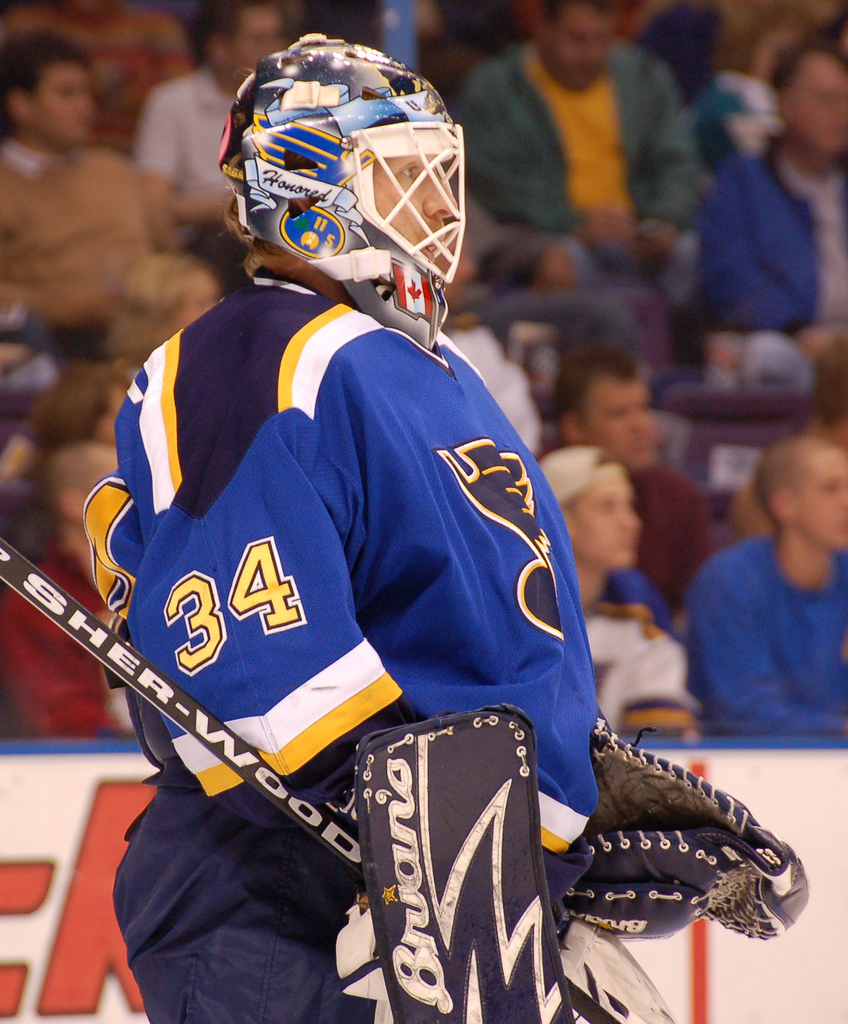
Manny Legacé (ici avec les Blues de Saint-Louis en 2006-2007) et Kariya sont membres de l'équipe type du championnat du monde junior 1993.

Lors de la saison suivante, il rejoint les Black Bears, l'équipe de hockey sur glace de l'université du Maine qui évolue dans le championnat universitaire dans la division Hockey East. Au cours de cette saison, il est une nouvelle fois appelé pour jouer le championnat du monde junior et totalise cette année huit points en sept rencontres alors que son équipe termine à la première place du classement. Il est désigné dans l'équipe type du tournoi en compagnie de Manny Legacé (Canada) dans les buts, Kenny Jönsson (Suède) et Brent Tully (Canada) en défense et enfin Peter Forsberg (Suède) et Markus Näslund (Suède) en attaque.
Lors de cette saison recrue dans la NCAA, il compte cent points et finit meilleur pointeur de son équipe alors que celle-ci connaît une fiche impressionnante de quarante-deux victoires, une défaite et deux matchs nuls. Kariya aide son équipe à accéder à la finale de la NCAA. Au cours de la finale, les Black Bears sont menés 4-2 au début de la dernière période mais grâce à trois buts de leur capitaine, Jim Montgomery, et à trois passes décisives de Paul Kariya, ils remportent le titre de champion de la NCAA en battant les Lakers de Lake Superior State 5-4.
Lors de cette conquête, il est mis en avant par le monde universitaire du hockey en recevant le titre de meilleur joueur recrue et celui de MVP de Hockey East et également en étant sélectionné dans la première équipe d'étoiles de la division. Il reçoit également le trophée Hobey Baker du meilleur joueur universitaire ; il est le premier joueur recrue de l'histoire de la NCAA à remporter le trophée.
Après la fin de la saison, il est une nouvelle sélectionné avec l'équipe nationale mais cette fois pour jouer avec l'équipe senior du Canada ; malgré son jeune âge, il fait sensation en totalisant neuf points en huit parties et finit septième meilleur pointeur du tournoi alors que le Canada se classe quatrième après avoir perdu en demi-finale contre la Russie puis dans le match pour la troisième place contre la République tchèque.
En 1999, il rejoint le temple de la renommée de l'université du Maine.

### Les premières médailles internationales (1993-1994)

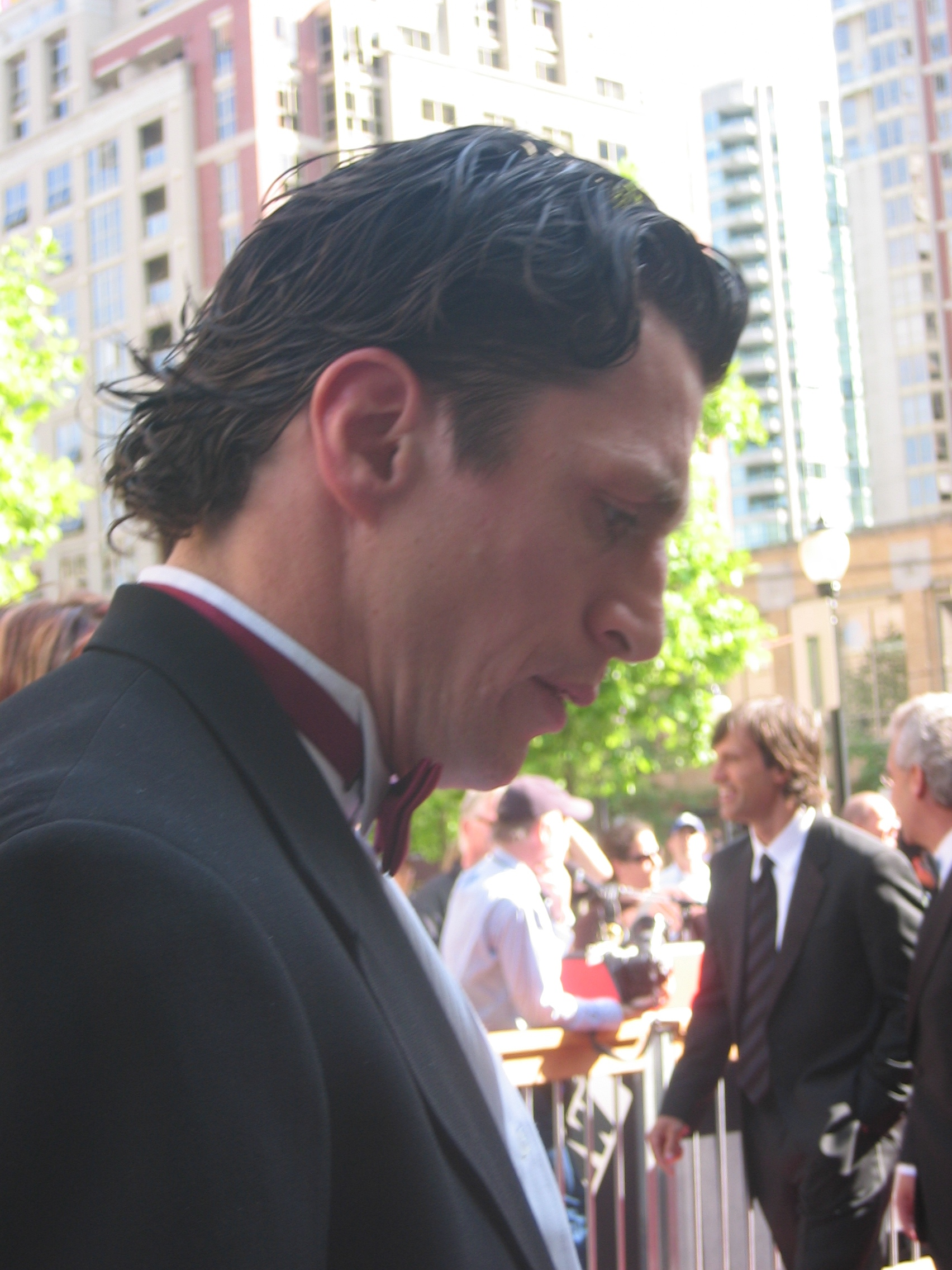
Rod Brind'Amour remporte aux côtés de Kariya la médaille d'or au championnat du monde 1994.

Quelques mois après le championnat du monde, il participe au repêchage d'entrée dans la Ligue nationale de hockey de 1993. Parmi les joueurs choisis lors de ce repêchage, dix feront leurs débuts dans la LNH dès la saison suivante ; Alexandre Daigle est le premier sélectionné par les Sénateurs d'Ottawa, puis Chris Pronger par les Whalers de Hartford et Chris Gratton par le Lightning de Tampa Bay sont sélectionnés avant que le nom de Kariya ne soit appelé par les Mighty Ducks d'Anaheim en tant que quatrième choix. Les médias n'hésitent pas à le décrire comme le meilleur espoir de la LNH depuis Wayne Gretzky.
Au lieu de rejoindre la LNH, Kariya continue ses études en commençant la saison 1993-1994 avec les Black Bears et il est élu par les siens cocapitaine avec Chris Imes. Au bout d'un semestre au cours duquel il joue douze rencontres, Kariya quitte l'équipe universitaire pour préparer les Jeux olympiques de 1994 avec le Canada. Les Jeux ont lieu du 12 au 27 février à Lillehammer en Norvège et avec Todd Warriner, il est un des plus jeunes joueurs de l’alignement du Canada.
L'équipe canadienne et l'ensemble du hockey sur glace mondial sont surpris lors de la phase de poule par le jeu de la nouvelle équipe de Slovaquie. Cette dernière, menée par les frères Anton et Peter Šťastný, finit à la première place de la poule, devant les Canadiens. À la suite de cette deuxième place, le Canada joue en quart de finale contre la République tchèque et les deux équipes ne parviennent pas à se séparer avant la fin du temps réglementaire et inscrivent chacune deux buts ; finalement après seize minutes de prolongation, Kariya trompe le gardien adverse, Petr Bříza, pour offrir la qualification à son pays. Le Canada bat en demi-finale la Finlande sur le score de 5-3 et joue la finale des Jeux contre l'équipe de Suède emmenée par Håkan Loob, Tommy Salo ou encore Peter Forsberg. Les deux équipes se neutralisent deux buts partout dans le temps réglementaire puis dans la prolongation et une phase de tirs de fusillade est alors nécessaire pour sacrer le champion olympique. Petr Nedvěd et Kariya répondent à Magnus Svensson et à Forsberg pour porter le score à 2-2 au cours de la première phase de cinq tirs. Svensson et Nedvěd manquent leur deuxième tentative mais Peter Forsberg trompe Corey Hirsch pour permettre à son équipe de mener 3-2. Salo offre le titre à son équipe en arrêtant le tir de Kariya. Quelque temps après les Jeux olympiques, Paul Kariya annonce qu'il décide de ne pas retourner jouer avec l'université du Maine et à la place continue à jouer et à s'entraîner avec l'équipe canadienne lors de rencontres internationales en dehors compétitions internationales.
Il joue sa deuxième compétition internationale à la fin de l'année en participant au championnat du monde qui se joue en Italie. L'équipe se classe première de sa poule lors de la première phase en remportant les cinq matchs auxquels elle participe ; le Canada remporte son quart de finale en battant les tchèques 3-2. En demi-finale, le Canada vient facilement à bout de la Suède 6-0 alors que dans le même temps les États-Unis perdent 8-0 contre la Finlande. En finale, Esa Keskinen inscrit le premier but de la partie mais Rod Brind'Amour lui répond pour créer l'égalité 1-1 à la fin du temps réglementaire. Le Canada met la main sur la médaille d'or à la suite de la séance de tirs de fusillades ; il s'agit de la première médaille d'or canadienne depuis 1964. D'un point de vue individuel, le suédois Mats Sundin termine meilleur pointeur du tournoi avec quatorze réalisations, deux points de plus que Paul Kariya qui est le deuxième meilleur pointeur, est sacré meilleur attaquant et également désigné dans l'équipe type de la compétition.

### Carrière professionnelle

#### Mighty Ducks d'Anaheim (1994-2003)

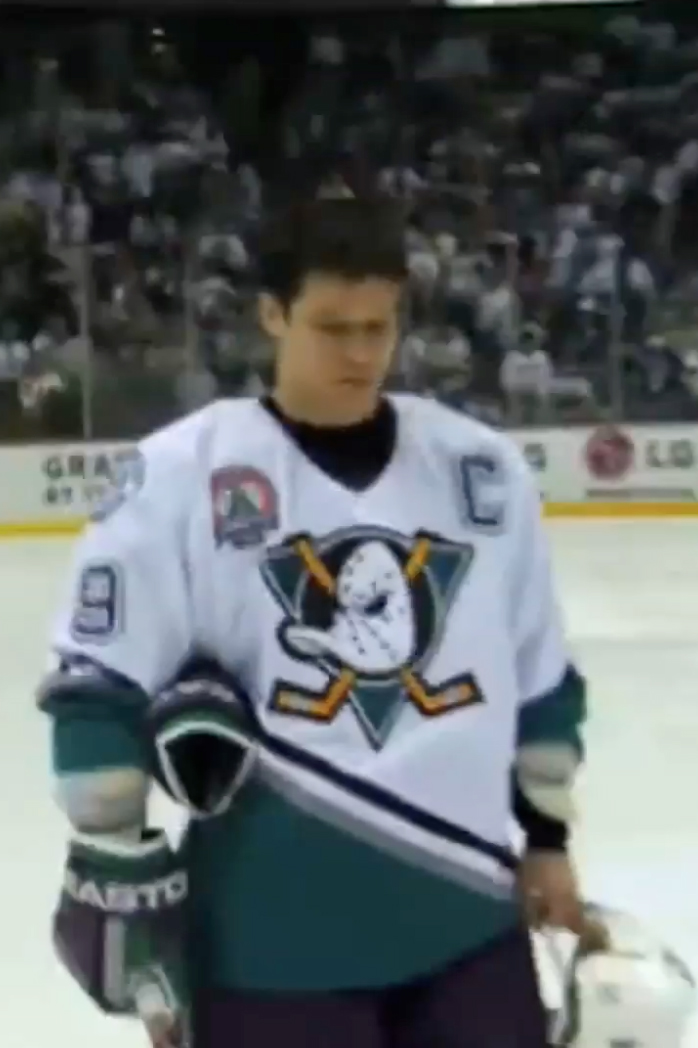
Paul Kariya durant les séries éliminatoires de la saison 2002-2003 de la LNH.

Après quatorze mois de négociations avec la franchise des Mighty Ducks, Kariya signe finalement avec Anaheim début septembre 1994. Il signe un contrat de trois saisons pour 6,5 millions de dollars décomposé en 4,775 millions en tant que bonus à la signature et un salaire annuel d'environ 575 000 dollars. Du fait d'un lock-out, la saison 1994-1995 de la LNH ne débute qu'en janvier et Kariya fait ses débuts dans le grand circuit en jouant contre les Oilers d'Edmonton le 20 janvier 1995 ; au cours de cette rencontre, le jeune joueur canadien ne peut rien pour empêcher les siens de perdre 2-1, Kelly Buchberger des Oilers passant son match à bloquer Kariya. Paul Kariya inscrit son premier but dans la LNH le lendemain soir lors d'une victoire 4-3 contre les Jets de Winnipeg en trompant Tim Cheveldae. À la fin de cette première saison dans la LNH, il compte dix-huit buts et vingt-et-une passes décisives soit quarante-sept points en une cinquantaine de matchs ; il est le meilleur passeur, buteur et pointeur de son équipe. Il est un des trois candidats au trophée Calder remis au meilleur joueur recrue de la saison, avec Peter Forsberg des Nordiques de Québec et Jim Carey des Capitals de Washington. Finalement Forsberg reçoit le trophée devant Carey puis Kariya en troisième position. Carey, Forsberg et Kariya sont trois des six joueurs sélectionnés dans l'équipe des recrues de la LNH, les trois autres étant Kenny Jönsson (Maple Leafs de Toronto) et Chris Therien (Flyers de Philadelphie) en défense et Jeff Friesen (Sharks de San José) en attaque. D'un point de vue collectif, les Mighty Ducks terminent à la dernière place du classement de la division Pacifique et sont éliminés des séries éliminatoires.
Au cours de la saison suivante, Kariya est sélectionné en janvier pour jouer le quarante-sixième Match des étoiles de la LNH alors qu'il est le quatorzième pointeur de la ligue. Il profite même de la blessure de Pavel Boure pour faire partie des six joueurs de la conférence de l'Ouest qui commencent le match aux côtés de Brett Hull et Wayne Gretzky en attaque, Chris Chelios et Paul Coffey en défense et Ed Belfour dans les buts. Quelque temps après, l'équipe d'Anaheim voit l'arrivée d'un nouveau joueur en la personne de Teemu Selänne ; le 7 février 1996, il est échangé aux Mighty Ducks d'Anaheim avec Marc Chouinard et un choix de quatrième ronde au repêchage de 1996 (Kim Staal) en retour de Chad Kilger, Oleg Tverdovski et un choix de troisième ronde en 1996 (Per-Anton Lundström).
De 1996 à 2003 il est le capitaine des Ducks. Son association les premières années avec Teemu Selänne fait notamment merveille.
Lors de la saison 2002-2003, il emmène son équipe jusqu'en finale de la coupe Stanley face aux New Jersey Devils. Lors du match 6, il est victime d'une charge violente de la part de Scott Stevens. À terre pendant plusieurs instants, il finit par se relever mais doit rentrer au vestiaire. Finalement, il revient au jeu quelques minutes plus tard et marque un superbe but, alors même qu'il n'est pas encore complètement remis du choc. Ce but est resté célèbre dans l'histoire de la NHL, notamment grâce au commentaire "Off the floor, on the board". Anaheim s'impose donc et force la tenue d'un match 7 au Prudential Center. Les Mighty Ducks s'inclineront cependant 3-0, et Kariya quittera le club.

#### Avalanche du Colorado (2003-2004)
Après la finale de la coupe Stanley des Mighty Ducks d'Anaheim, Kariya devient agent libre à l'intersaison. Kariya exigeant une offre de 10 millions de dollars d'Anaheim pour demeurer dans l'équipe, le directeur général des Ducks Bryan Murray le laisse partir. Murray déclare publiquement : « Nous comprenons qu'il soit un joueur important pour la franchise… mais quand vous essayez de construire une équipe, il est difficile d'avoir un joueur à 10 millions de dollars alors que votre masse salariale est [légèrement au-dessus des 40 millions de dollars] ». L'équipe tente apparemment de négocier avec Kariya un contrat à long terme avec un salaire plus faible. Teemu Selänne est également agent libre, après avoir passé les trois saisons précédentes avec les Sharks de San José, et le duo décide de se retrouver en signant avec la même équipe. Ensemble, ils approchent l'Avalanche du Colorado, qui semble l'équipe avec les meilleures chances de remporter la coupe Stanley. Le 3 juillet 2003, l'Avalanche annonce la signature de Kariya et de Selänne pour une saison. Pour permettre l'intégration dans la franchise de deux joueurs, Kariya accepte une baisse de salaire de 8,8 millions de dollars, loin de ses 10 millions de dollars de salaire avec Anaheim de l'année précédente. Cette diminution marque à l'époque la plus forte baisse de rémunération pour un joueur dans l'histoire de la ligue. À 1,2 million de dollars, son salaire est inférieur à la moyenne de la ligue, mais l'assure qu'il a la liberté de redevenir agent libre à la fin de la saison. Selänne, quant à lui, signe pour 5,8 millions de dollars. Les salaires sont partiellement facilités par la retraite du gardien Patrick Roy qui libère 8,5 millions de dollars de masse salariale.
Kariya et Selänne rejoignent une équipe déjà très portée sur l'offensive qui comprend en attaque Joe Sakic, Peter Forsberg, Milan Hejduk ou encore Alex Tanguay. Malgré de grandes attentes envers le regroupement du duo, Kariya et Selänne luttent pendant leur année au Colorado : après un début de saison 2003-2004 sur la même ligne que Selänne et Sakic, Kariya se blesse et se fait une entorse au poignet droit lors d'un match contre les Bruins de Boston le 21 octobre 2003. Après avoir été écarté des patinoires pendant dix matchs, il revient à la mi-novembre, mais subit une nouvelle blessure au poignet lors de son match retour. En raison de la blessure, Kariya manque la première rencontre contre les Mighty Ducks d'Anaheim le 18 novembre. Toujours en convalescence, un mois plus tard, il reste indisponible pendant le match retour des Ducks le 20 décembre. Le départ de Kariya des Mighty Ducks lui avaient valu beaucoup de critiques des fans de sa précédente équipe et en prévision d'un autre match Avalanche-Mighty Ducks le 20 décembre, ces derniers ont levé un fonds de plus de 1 200 dollars pour donner à l'organisme de bienfaisance choisi par le joueur des Mighty Ducks qui marquerait le but gagnant contre l'Avalanche. L'idée provient du fait que Kariya avait donné à Selänne 3 000 dollars pour avoir marqué le but gagnant contre les Mighty Ducks le 18 novembre. Le retour de Kariya dans l'équipe coïncide avec la prochaine rencontre avec les Mighty Ducks le 13 janvier 2004. Il marque un but pour une victoire 3 buts à 1. Plus tard dans le mois, il joue son premier match contre les Mighty Ducks à Anaheim le 30 janvier. Hué à chaque fois qu'il touche la rondelle, il réussit deux passes malgré la défaite de l'Avalanche 4 buts à 3 en prolongation. Gêné par les blessures, Kariya a des statistiques plus faibles que d'habitude avec 11 buts et 36 points sur 51 matchs. Selänne enregistre quant à lui 32 points sur 78 matchs. Le 4 avril, au cours du dernier match de la saison régulière qui est joué contre les Predators de Nashville, Kariya se blesse à la cheville droite. L'Avalanche du Colorado cède pour la première fois depuis neuf saisons la tête de leur division aux Canucks de Vancouver. Se qualifiant pour les séries éliminatoires comme la quatrième tête de série de l'association de l'Ouest de la LNH, les joueurs de l'Avalanche perdent au deuxième tour face aux Sharks de San José. Kariya récupère de sa blessure pour le sixième match contre les Sharks, enregistrant une passe malgré l'élimination sur un score de 3 buts à 1.

#### Predators de Nashville (2005-2007)

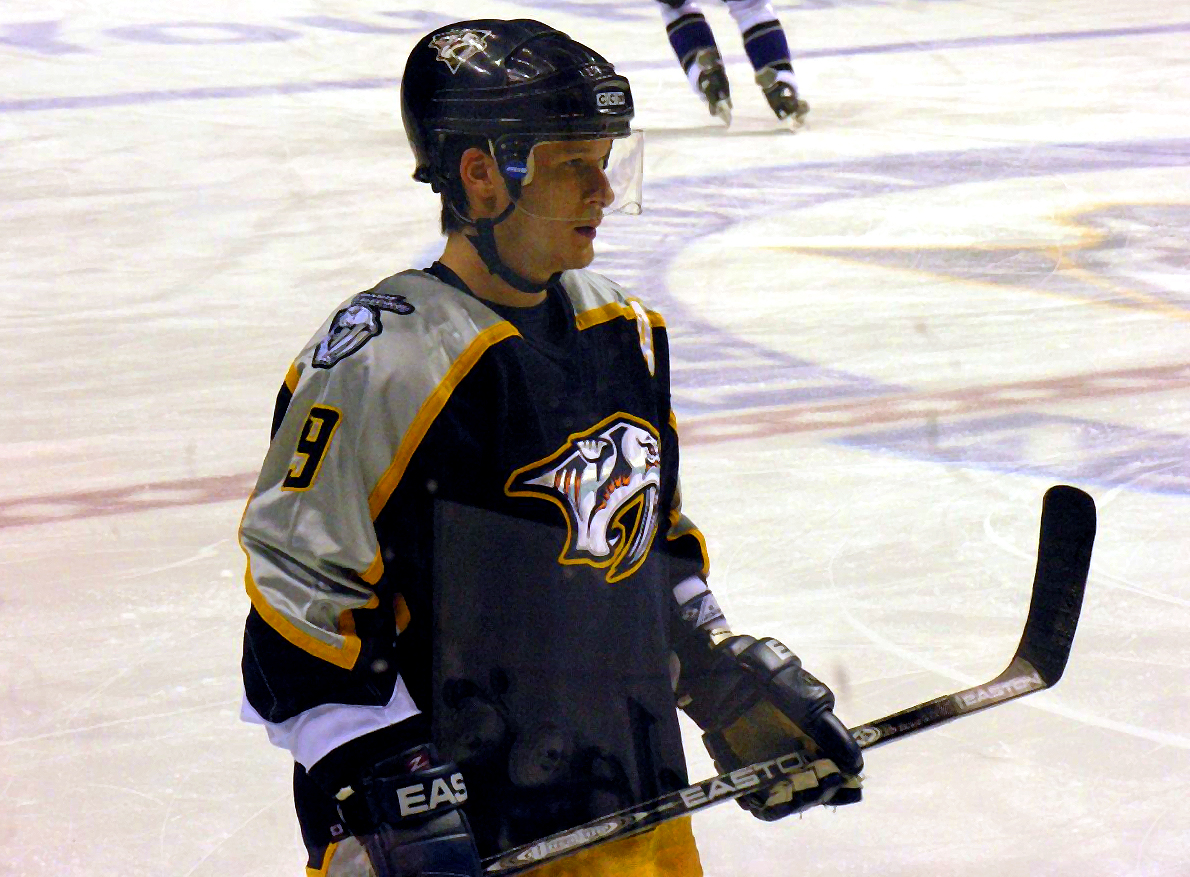
Paul Kariya avec le maillot des Predators de Nashville.

En raison d'un lock-out, la saison 2004-2005 de la LNH est annulée et Kariya décide de ne pas jouer et de profiter de cette période pour se remettre de plusieurs blessures tenaces. Il est alors persuadé que le différend qui existe entre les joueurs et les propriétaires de la LNH durera « un an et demi [ou] deux ans », mais un accord sur une nouvelle convention collective est conclu en juillet 2005. Avec la reprise prévue pour la saison 2005-2006 de la LNH, Kariya devient agent libre en août 2005. Il reçoit des offres de dix équipes différentes et signe finalement un contrat de deux années estimé à 9 millions de dollars avec les Predators de Nashville le 5 août 2005, faisant de lui le joueur le mieux payé de l'histoire de cette franchise. Quatre jours plus tard, il est officiellement présenté comme un membre des Predators lors d'une conférence de presse. David Poile, directeur général des Predators, annonce l'acquisition d'un joueur comme « incontestablement la plus grande signature de l’histoire du club ». Kariya opte pour les Predators du fait de leur style de jeu basé sur le patinage et la vitesse. Après le lock-out, la LNH adopte des modifications de plusieurs règles destinées à favoriser des joueurs rapides et doués tels que Kariya. Il avait été l'un des nombreux joueurs de la LNH à avoir publiquement critiqué les tentatives passées infructueuses de la ligue pour réduire l'obstruction. Ainsi, lors d'une conférence de presse, Kariya critique les règles de la ligue en déclarant « En tant que joueur offensif, je dois traverser la zone neutre, et j'ai un joueur qui me marque en permanence. Si je ne monte pas, je ne recevrai pas de passe parce qu'on ne m'en fera pas ». Avec les pires statistiques de sa carrière durant la saison 2003-2004 de la LNH, Kariya estime probablement avoir une meilleure saison.
Durant le camp d'entraînement des Predators en septembre 2005, Kariya subi deux blessures à la cheville et à l'aine qui limite sa participation aux entraînements d'équipe et de pré-saison. Récupérant à temps pour le début de la saison, il fait ses débuts avec les Predators le 5 octobre 2005 dans un match à domicile contre les Sharks de San José. Au début du jeu, Kariya est régulièrement applaudi par les fans quand il touche le palet. En retard 2 buts à 1 dans la troisième période, il égalise contre le gardien Ievgueni Nabokov, pour permettre une victoire 3-2. Le match suivant, Kariya participe à ses premiers tirs de barrage en LNH, après que les Predators ne parviennebt pas à se départager des Mighty Ducks d'Anaheim sur un score de 2 buts partout. Dernier des trois tireurs des Predators, Kariya est le seul joueur à marquer en barrage, menant à une victoire de Nashville. Ces deux victoires aident Nashville a rester invaincu leurs huit premiers matchs, avec deux victoires en deçà du record de la ligue pour des victoires consécutives en début de saison. Le 18 avril 2006, le dernier jour de la saison régulière, Kariya marque un coup du chapeau contre les Red Wings de Détroit dans une victoire 6 buts à 3, aidant les Predators à sécuriser la quatrième place dans l'association de l'Ouest de la LNH. Pour sa première saison avec Nashville, Kariya fixe un nouveau record d'équipe avec 31 buts, 54 passes et 85 points. Ses 14 buts en supériorité numérique égalent le record d'équipe du défenseur Andy Delmore en 2002-2003, tandis que ses 245 tirs dépasse légèrement la marque de Cliff Ronning en 1998-1999. Avec cinq buts en fusillade sur sept tentatives, Kariya est au quatrième rang dans la LNH pour le pourcentage de réussite aux tirs en fusillade avec 71,4 % (les joueurs ayant moins de cinq tentatives sont exclus de ce classement). Par rapport aux records d'équipe, les Predators établissent le record de franchise avec 49 victoires et 106 points, avec la quatrième place dans la conférence. Ils égalisent contre les Sharks de San José au premier tour des séries éliminatoires de 2006, Kariya ouvrant l'après-saison avec quatre passes dans le premier jeu pour permettre une victoire 4 buts à 3. Après ce match, les Predators perdent cependant les quatre matchs suivants et sont éliminés des séries éliminatoires. L'équipe est nettement affaiblie avec le gardien de buts titulaire Tomáš Vokoun indisponible pour cause de blessure et le manque de réussite de Steve Sullivan. Kariya marque deux buts et sept points d'avance lors des séries éliminatoires.

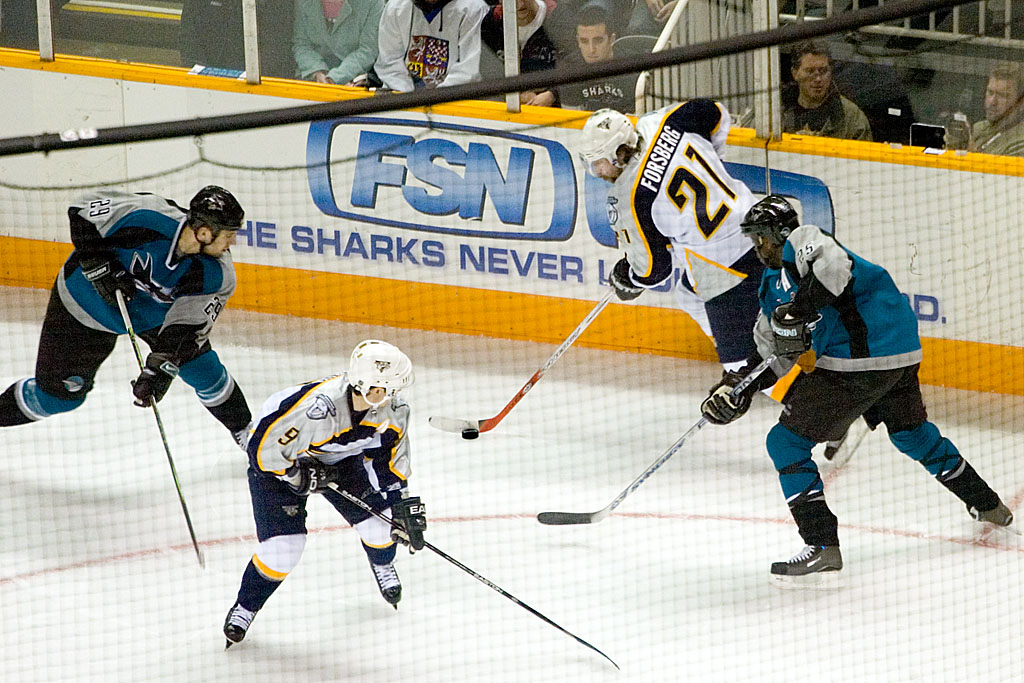
Peter Forsberg (avec le palet) et Paul Kariya face aux Sharks de San José.

Après les succès des Predators lors de la saison 2005-2006 de la LNH, l'équipe est renforcée par l'acquisition du centre Jason Arnott et de l'ailier Jean-Pierre Dumont. À la suite de la signature d'Arnott, Kariya fait remarquer que la position du centre, ainsi que la taille, ont été les faiblesses de l'équipe de l'année précédente, surtout quand ils ont affronté les deux principaux centres des Sharks de San José, Joe Thornton et Patrick Marleau, dans les séries éliminatoires. En prévision de la saison 2006-2007 de la LNH, les Predators sont choisis par de nombreux analystes dans les médias (y compris ceux de The Globe and Mail et ESPN) comme les favoris pour la coupe Stanley. Avant le début de la saison, les Predators annoncent que le défenseur Kimmo Timonen devient le nouveau capitaine de l'équipe, tout en nommant Kariya et Steve Sullivan comme suppléants. Avec Kariya menant l'équipe en nombre de buts, l'équipe garde le record de buts dans la ligue jusqu'au Match des étoiles. À la date limite des transactions en LNH, l'équipe se renforce encors par l'acquisition du joueur de classe mondiale Peter Forsberg en provenance des Flyers de Philadelphie. Forsberg qui avait déjà joué avec Kariya à l'Avalanche du Colorado est aligné avec lui en première ligne, mais pas à chaque fois. Avec 76 points (24 buts et 52 passes) – le deuxième plus haut total dans l'histoire de l'équipe – en 82 matchs, Kariya mène les Predators en buts une deuxième année consécutive. Ses sept buts en fusillade (sur 11 tentatives) sont deuxième à égalité dans la ligue, un but derrière Erik Christensen des Penguins de Pittsburgh. Les Predators continuent de s'améliorer et terminent avec un nouveau record d'équipe de 51 victoires et 110 points. En dépit du classement de deuxième meilleure équipe dans la conférence de l'Ouest, Nashville n'est que quatrième tête de série dans la conférence. Jouant contre les Sharks de San José pour la deuxième année consécutive, les Predators sont de nouveau éliminés en cinq matchs. Kariya ne parvient qu'à réussir deux passes décisives lors de la série.
Pendant l'intersaison, le propriétaire des Predators Craig Leopold met en vente l'équipe et deux des principaux candidats à la reprise de la franchise ont des plans pour relocaliser (déménager de ville) l'équipe. Le contrat de Kariya expirant, il ne signe pas de nouveau contrat avec cette franchise, citant l'avenir incertain de l'équipe.

#### Blues de Saint-Louis (2007-2010)
Devenu agent libre sans compensation, il signe le 1er juillet 2007 un contrat de trois ans avec les Blues de Saint-Louis pour 18 millions de dollars. Pour la franchise, sa signature marque l'une des acquisitions d'agent libre les plus notables depuis la signature de Brendan Shanahan en 1991. Alors que les Predators de Nashville étaient une équipe en devenir quand Kariya les rejoint, les Blues de Saint-Louis avaient raté les séries éliminatoires les deux saisons précédentes.
L'ailier Jay McClement portant le numéro de maillot 9, il le laisse à l'arrivée de Kariya pour qu'il puisse conserver son numéro habituel. Désigné capitaine adjoint de l'équipe, Kariya effectue un roulement avec Keith Tkachuk et Barret Jackman tout au long de la saison 2008-2009 de la LNH. Kariya fait ses débuts avec l'équipe le 4 octobre 2007, enregistrant une assistance dans la défaite 3 buts à 2 face aux Coyotes de Phoenix. Après avoir enregistré six passes dans ses quatre premiers matchs, Kariya marque son premier but avec Saint-Louis le 17 octobre 2007 dans une victoire 3 buts à 1 contre les Blackhawks de Chicago. Deux mois plus tard, le 29 décembre, Kariya enregistre son 10e coup du chapeau en carrière contre les Stars de Dallas. Néanmoins, ce match se termine par des tirs de barrages et le sien est arrêté par Mike Smith et les Stars remportent le match 5 buts à 4. Avec ce coup du chapeau, Kariya atteint la barre des 900 points en carrière dans la LNH. Malgré une diminution de sa production offensive, Kariya égale l'ailier Brad Boyes pour le nombre de point dans l'équipe avec 65 points (16 buts et 49 passes) sur plus de 82 jeux. Les Blues finissent avec le difficile record de deuxième pire ratio dans la conférence de l'Ouest avec 33 victoires et 79 points.
Un mois après le début de la saison 2008-2009 de la LNH, le 5 novembre 2008, Kariya est blessé à la hanche après avoir été frappé par derrière dans un match contre les Ducks d'Anaheim. La blessure, une déchirure des fibres musculaires dans le haut de la cuisse gauche, est initialement indiqué à tort comme ayant résulté d'un tir bloqué. Au moment de la blessure, il compile 15 points (2 buts et 13 passes) en plus de 11 matchs, occupant le sixième rang des pointeurs de la ligue. Après presque deux mois de convalescence, il recommence à s'entraîner avec les Blues mais fait une rechute en fin décembre : un examen IRM révélant d'autres dommages à sa hanche. Subissant une chirurgie pour un labrum acétabulaire déchiré le 5 janvier 2009, il est mis à l'écart indéfiniment par l'équipe tandis que le président des Blues John Davidson déclare qu'il pourrait être de retour à la fin de la saison en cours ou à la suivante. Le mois suivant, une autre IRM révèle un même problème du côté opposé de la hanche, nécessitant une seconde intervention chirurgicale. Malgré la perte de Kariya, les Blues atteignent les séries éliminatoires pour la première fois depuis 2004. Avec les Blues affrontant les Canucks de Vancouver lors du premier tour, Kariya reprend l'entraînement avec dans l'espoir d'un retour pour les séries éliminatoires. Il déclare aux journalistes qu'il se sent « [au mieux] … depuis 1999 ». Les Blues sont cependant éliminés en quatre matchs avant que Kariya ne puisse revenir.
Ayant entièrement récupéré au début de la saison 2009-2010 de la LNH, Kariya fait son retour dans la rotation de l'équipe Blues le 2 octobre 2009 dans un match disputé à Stockholm, en Suède. Il marque deux buts dans une victoire 4 butes à 3 contre les Red Wings de Détroit. Le 18 mars 2010, Kariya inscrit le 400e but de sa carrière dans la LNH, contre les Rangers de New York. Une semaine plus tard, il enregistre son 402e et dernier but de sa carrière, avec une victoire de 3 buts à 1 contre les Kings de Los Angeles. Kariya joue son dernier match dans la LNH le 10 avril 2010 contre son ancienne équipe, les Predators de Nashville. Avec les Blues en retard d'un but en troisième période, Kariya aide David Backes à égaliser, marquant alors sa 25e assistance de la saison. Les Blues perdent néanmoins le match 2 buts à 1 à la suite de tirs de barrage.
Lors de sa dernière saison dans la LNH, la ligue commença à redoubler ses efforts pour éliminer les coups à la tête avec de nouvelles règles et des sanctions plus sévères. Les officiels de la ligue ont également commencé à chercher à pénaliser un coup venant d'un côté où le joueur visé ne peut le voir arriver, c'est-à-dire une mise en échec de côté. À l'époque, Kariya explique que ses changements de règlements sont attendus « depuis longtemps », ajoutant qu'« [ayant] vécu tellement de choses avec cela… c'est quelque chose qui aurait dû [être mis en place il y a des années] ».
Avec son contrat expirant lors de l'intersaison, Teemu Selänne, qui était depuis retourné aux Ducks d'Anaheim, est signalé comme en pourparlers avec les responsables de l'équipe pour signer Kariya. Cependant, le 27 août 2010, sur les conseils de médecins qui lui refusent de rejouer, Kariya annonce qu'il faisait une croix sur la saison en raison d'un syndrome post-commotionnel. Ces symptômes ne disparaissant pas, Kariya annonce officiellement sa retraite sportive le 29 juin 2011.
Il continue néanmoins d'exprimer ses inquiétudes concernant la prévalence des commotions cérébrales chez les joueurs de hockey sur glace.

### Carrière internationale
Il remporte la médaille d'or avec l'équipe du Canada lors des Jeux olympiques d'hiver de 2002 à Salt Lake City et la médaille d'argent lors des Jeux olympiques d'hiver de 1994 à Lillehammer.
Il remporte la médaille d'or avec l'équipe du Canada au Championnat du monde de hockey sur glace 1994 et la médaille d'argent au Championnat du monde de hockey sur glace 1996.

## Statistiques
| Saison     | Équipe                 | Ligue      |     | Saison régulière | Saison régulière | Saison régulière | Saison régulière | Saison régulière |    | Séries éliminatoires | Séries éliminatoires | Séries éliminatoires | Séries éliminatoires | Séries éliminatoires |
| Saison     | Équipe                 | Ligue      | PJ  | B                | A                | Pts              | Pun              | PJ               | B  | A                    | Pts                  | Pun                  |                      |                      |
| 1990-1991  | Panthers de Penticton  | LHCB       | 54  | 45               | 67               | 112              | 8                | -                | -  | -                    | -                    | -                    |                      |                      |
| 1991-1992  | Panthers de Penticton  | LHCB       | 40  | 46               | 86               | 132              | 18               | -                | -  | -                    | -                    | -                    |                      |                      |
| 1992-1993  | Black Bears du Maine   | NCAA       | 32  | 22               | 62               | 84               | 12               | 7                | 3  | 13                   | 16                   |                      |                      |                      |
| 1993-1994  | Black Bears du Maine   | NCAA       | 12  | 8                | 16               | 24               | 4                | -                | -  | -                    | -                    | -                    |                      |                      |
| 1994-1995  | Mighty Ducks d'Anaheim | LNH        | 47  | 18               | 21               | 39               | 4                | -                | -  | -                    | -                    | -                    |                      |                      |
| 1995-1996  | Mighty Ducks d'Anaheim | LNH        | 82  | 50               | 58               | 108              | 20               | -                | -  | -                    | -                    | -                    |                      |                      |
| 1996-1997  | Mighty Ducks d'Anaheim | LNH        | 69  | 44               | 55               | 99               | 6                | 11               | 7  | 6                    | 13                   | 4                    |                      |                      |
| 1997-1998  | Mighty Ducks d'Anaheim | LNH        | 22  | 17               | 14               | 31               | 23               | -                | -  | -                    | -                    | -                    |                      |                      |
| 1998-1999  | Mighty Ducks d'Anaheim | LNH        | 82  | 39               | 62               | 101              | 40               | 3                | 1  | 3                    | 4                    | 0                    |                      |                      |
| 1999-2000  | Mighty Ducks d'Anaheim | LNH        | 74  | 42               | 44               | 86               | 24               | -                | -  | -                    | -                    | -                    |                      |                      |
| 2000-2001  | Mighty Ducks d'Anaheim | LNH        | 66  | 33               | 34               | 67               | 20               | -                | -  | -                    | -                    | -                    |                      |                      |
| 2001-2002  | Mighty Ducks d'Anaheim | LNH        | 82  | 32               | 25               | 57               | 28               | -                | -  | -                    | -                    | -                    |                      |                      |
| 2002-2003  | Mighty Ducks d'Anaheim | LNH        | 82  | 25               | 56               | 81               | 48               | 21               | 6  | 6                    | 12                   | 6                    |                      |                      |
| 2003-2004  | Avalanche du Colorado  | LNH        | 51  | 11               | 25               | 36               | 22               | 1                | 0  | 1                    | 1                    | 0                    |                      |                      |
| 2005-2006  | Predators de Nashville | LNH        | 82  | 31               | 54               | 85               | 40               | 5                | 2  | 5                    | 7                    | 0                    |                      |                      |
| 2006-2007  | Predators de Nashville | LNH        | 82  | 24               | 52               | 76               | 36               | 5                | 0  | 2                    | 2                    | 2                    |                      |                      |
| 2007-2008  | Blues de Saint-Louis   | LNH        | 82  | 16               | 49               | 65               | 50               | -                | -  | -                    | -                    | -                    |                      |                      |
| 2008-2009  | Blues de Saint-Louis   | LNH        | 11  | 2                | 13               | 15               | 2                | -                | -  | -                    | -                    | -                    |                      |                      |
| 2009-2010  | Blues de Saint-Louis   | LNH        | 75  | 18               | 25               | 43               | 36               | -                | -  | -                    | -                    | -                    |                      |                      |
| Totaux LNH | Totaux LNH             | Totaux LNH | 989 | 402              | 587              | 989              | 399              | 46               | 16 | 23                   | 39                   | 12                   |                      |                      |

| Année                   | Équipe                  | Compétition                 |    | PJ | B  | A  | Pts | Pun               |  | Résultat |
| 1991                    | Canada moins de 18 ans  | Coupe Pacifique             | 5  | 4  | 8  | 12 | 2   | Médaille d'argent |  |          |
| 1992                    | Canada moins de 20 ans  | Championnat du monde junior | 6  | 1  | 1  | 2  | 2   | 6e place          |  |          |
| 1993                    | Canada moins de 20 ans  | Championnat du monde junior | 7  | 2  | 6  | 8  | 2   | Médaille d'or     |  |          |
| 1993                    | Canada                  | Championnat du monde        | 8  | 2  | 7  | 9  | 0   | 4e place          |  |          |
| 1993-1994               | Canada                  | Matchs amicaux              | 23 | 7  | 34 | 41 | 2   | -                 |  |          |
| 1994                    | Canada                  | Jeux olympiques             | 8  | 3  | 4  | 7  | 2   | Médaille d'argent |  |          |
| 1994                    | Canada                  | Championnat du monde        | 8  | 5  | 7  | 12 | 2   | Médaille d'or     |  |          |
| 1996                    | Canada                  | Championnat du monde        | 8  | 4  | 3  | 7  | 2   | Médaille d'argent |  |          |
| 2002                    | Canada                  | Jeux olympiques             | 6  | 3  | 1  | 4  | 0   | Médaille d'or     |  |          |
| Totaux en équipe senior | Totaux en équipe senior | Totaux en équipe senior     | 38 | 17 | 22 | 39 | 6   | -                 |  |          |

## Trophées et honneurs personnels
- 1990-1991
  - Bruce Allison Memorial Trophy de la meilleure recrue de la LHCB
  - Vern Dye Memorial Trophy du meilleur joueur de la LHCB
  - Bob Fenton Trophy du joueur avec le meilleur état d'esprit de la LHCB
- 1991-1992
  - Vern Dye Memorial Trophy
  - Bob Fenton Trophy
  - meilleur joueur de l'année du circuit junior A
- 1992-1993
  - sélectionné dans l'équipe type des recrues de Hockey East
  - sélectionné dans la première équipe type de Hockey East
  - recrue de l'année de Hockey East
  - meilleur joueur de l'année de Hockey East
  - trophée Lamoriello du champion de Hockey East avec les Black Bears du Maine
  - trophée Hobey Baker du meilleur joueur de la NCAA
  - sélectionné dans la première équipe type de l'Est pour la NCAA
  - sélectionné dans l'équipe type du tournoi final de la NCAA
  - champion de la NCAA avec les Black Bears du Maine
  - médailler d'or au championnat du monde junior
  - sélectionné dans l'équipe type du championnat du monde junior
- 1993-1994
  - médaille d'argent aux Jeux olympiques d'hiver de Lillehammer
  - médaille d'or au championnat du monde
  - meilleur attaquant du championnat du monde
  - sélectionné dans l'équipe type du championnat du monde
- 1994-1995 : sélectionné dans l'équipe des recrues de la LNH
- 1995-1996
  - joue le 46e Match des étoiles de la LNH
  - trophée Lady Byng du joueur avec le meilleur état d'esprit de la LNH
  - sélectionné dans la première équipe type de la LNH
  - médaille d'argent au championnat du monde
  - meilleur attaquant du championnat du monde
  - sélectionné dans l'équipe type des journalistes du championnat du monde
- 1996-1997
  - joue le 47e Match des étoiles de la LNH
  - trophée Lady Byng
  - sélectionné dans la première équipe type de la LNH
- 1998-1999 :
  - joue le 49e Match des étoiles de la LNH
  - sélectionné dans la première équipe type de la LNH
- 1999-2000 :
  - sélectionné dans la seconde équipe type de la LNH
  - joue le 50e Match des étoiles de la LNH
- 2000-2001 : joue le 51e Match des étoiles de la LNH
- 2001-2002 :
  - joue le 52e Match des étoiles de la LNH
  - médaille d'or aux Jeux olympiques d'hiver de Salt Lake City
- 2002-2003 :
  - joue le 53e Match des étoiles de la LNH
  - sélectionné dans la seconde équipe type de la LNH

## Parenté dans le sport
Ses frères Steve et Martin sont également joueurs de hockey sur glace. Il a également une sœur, Noriko, qui fait de la boxe. Steve a joué dans la LNH avec les Canucks de Vancouver.

## Record
Paul détient le 2e record de lancers au filet avec 429 tirs en 1998-1999 avec les Mighty Ducks d'Anaheim, juste derrière Phil Esposito en 1970-1971 avec les Bruins avec 550 tirs.

## Postérité
En tant que capitaine des Mighty Ducks d'Anaheim, Kariya fait un caméo dans le film D3: The Mighty Ducks (1996), troisième film d'une trilogie dont le premier film est Les Petits Champions (The Mighty Ducks), produit par Walt Disney Pictures.